# Blang Cut (Sawang)
Blang Cut is een bestuurslaag in het regentschap Aceh Utara van de provincie Atjeh, Indonesië. Blang Cut telt 433 inwoners (volkstelling 2010).